# Aimée Söhngen
Aimée Leonie Allegonde Marie Söhngen (sinh ngày 18 tháng 10 năm 1977) là vợ của vương tử Floris van Vollenhoven – con trai út của Margriet của Hà Lan và Giáo sư Pieter van Vollenhoven.

## Cuộc sống
Aimée Söhngen sinh ngày 18 tháng 10 năm 1977 tại thủ đô Amsterdam của Hà Lan. Bà là con gái của Hans Söhngen và Eleonoor Söhngen-Stammeijer. Bà có một người anh trai là Hans Söhngen và một chị gái là Magali Söhngen.
Aimée tốt nghiệp trường Đại học Leiden năm 2002 với tấm bằng Thạc sĩ Luật chuyên ngành Luật thương mại. Hiện, bà đang là nhân viên mảng tiếp thị và truyền thông cho Tập đoàn ANWB.
Tuy không được đại diện Hoàng gia Hà Lan trong các sự kiện, nhưng với vai trò là thành viên của gia đình hoàng gia mở rộng, bà vẫn được mời tham gia vào các buổi lễ Queen's Day (hay còn gọi là Ngày của Nữ hoàng – một ngày lễ được tổ chức hằng năm ở Hà Lan để mừng sinh nhật Nữ hoàng).

## Hôn nhân
Ngày 25 tháng 2 năm 2005, Aimée Söhngen chính thức đính hôn với Floris van Vollenhoven. Lễ cưới dân sự của họ được tổ chức vào ngày 20 tháng 10 năm 2005 tại Stadhuis ở thành phố Naarden phía bắc Hà Lan. Sau đó hai ngày, lễ cưới theo nghi thức tôn giáo được cử hành trọng thể tại Nhà thờ Grote Kerk ở Naarden. Sau khi kết hôn, bà được ban cho tước hiệu Her Highness, Công nương của Orange-Nassau, van Vollenhoven. Do không nhận được sự chấp thuận của Quốc hội, Hoàng tử Floris đã bị loại khỏi dòng kế vị ngai vàng của Hoàng gia Hà Lan. Họ có với nhau ba người con:
- Magali Margriet Eleonoor van Vollenhoven, sinh ngày 9 tháng 10 năm 2007 tại Bệnh viện VU ở Amsterdam. Cô bé được đặt tên theo chị gái và mẹ của Công nương Aimée là Magali Söhngen và Eleonoor Söhngen-Stammeijer, và Margriet của Hà Lan. Lễ rửa tội của cô bé được cử hành vào ngày 20 tháng 4 năm 2008 tại Nhà nguyện thuộc Cung điện Het Loo. Cha mẹ đỡ đầu của cô là Bernhard van Vollenhoven, Pieter van Voorst Vader, Magali Söhngen (chị gái của Công nương Aimée) và Loes Korthals.
- Eliane Sophia Carolina van Vollenhoven, sinh ngày 5 tháng 7 năm 2009 tại Bệnh viện VU ở Amsterdam. Lễ rửa tội của cô được tổ chức vào ngày 28 tháng 3 năm 2010 cũng tại Nhà nguyện của Cung điện Het Loo.[3] Cha mẹ đỡ đầu của cô gồm Maurits van Vollenhoven, Công nữ Carolina của Bourbon-Parma, Hans Söhngen (anh của Công nương Aimée) và bà Ike de Rooij-van Haaren.[4]
- Willem Jan Johannes Pieter Floris van Vollenhoven, sinh ngày 1 tháng 7 năm 2013 tại Bệnh viện Bronovo ở Den Haag.[5] Cậu bé được rửa tội vào ngày 9 tháng 11 năm 2014 tại Nhà nguyện của Cung điện Het Loo. Cha mẹ đỡ đầu của cậu gồm Pieter-Christiaan van Vollenhoven, Công tử Alexander của Isenburg, Floris Leeuwens và Cooske Alberda van Ekenstein-Ten Cate.